# السعفة الكويرية
السعفة الكويرية (بالفرنسية: Queer Palm)‏ هي جائزة مستقلة تُمنح لبعض الأفلام المختارة المختصة بمجتمع الميم، والتي تُعرض بمهرجان كان السينمائي. اقترح فكرة الجائزة الصحفي فرانس مانوريرا سنة 2010، وأيد الفكرة أوليفييه دوكاستيل وجاك مارتينو، بهدف فتح المساحة لأفلام الحرية الجنسية (الكوير).
تكرم الجائزة الفيلم الذي يتناول موضوعات مجتمع الميم، ويتم الاختيار من بين الأفلام المرشحة أو المدخلة ضمن قسم جائزة نظرة ما أو أسبوع النقاد أو أسبوع المخرجين أو قسم ACID.
ومن الجوائز المشابهة والمختصة بأفلام مجتمع الميم جائزة تيدي كوير في ألمانيا وجائزة الأسد الكويري في إيطاليا. رغم ذلك واجه مهرجان كان انتقادات لتجاهله للجائزة وتعقيد إعطائها صفة رسمية، وعدم السماح بإقامة متجر لها في المبنى الرئيسي.
دخلت السعفة الكويرية في شراكة مع مهرجان كليرمون فيران الدولي للأفلام القصيرة سنة 2022، بهدف إطلاق جائزة أفضل فيلم قصير للمثليين (Prix du Queer métrage).